# Робърт Крейс
Робърт Крейс (на английски: Robert Crais) е американски сценарист и писател на произведения в жанра криминален роман и трилър.

## Биография и творчество
Роден е на 20 юни 1953 г. в Индипендънс, Луизиана, САЩ. Осиновен е и е отгледан като единствено дете в семейство на работници в петролната рафинерия на „Ексон Мобил“ и полицаи. От юношеските си години се увлича по криминалната литература. Следва машинно инженерство в щатския университет в Луизиана. След дипломирането си прави опити да пише разкази и да снима любителски филми. През 1976 г. се премества в Холивуд, където започва да работи като сценарист в телевизионните сериали „Барета“, „Хил Стрийт Блус“, „Маями Вайс“, „Военна прокуратура“ и много други продукции.
Към средата на 80-те, чувствайки се ограничен от изискванията на Холивуд за сътрудничество[ неясно? ], той се отказва от позицията на писател по договор и телевизионен продуцент и решава да преследва мечтата си да стане писател. Успехът не идва веднага. След смъртта на баща му през 1985 г. е вдъхновен да създаде героя си Елвис Коул, вдъхвайки му елементи от собствения си живот.
Първият му роман The Monkey's Raincoat (Дъждобранът на маймуната) от поредицата „Елвис Коул и Джо Пайк“ е издаден през 1987 г. Главните герои – частният детектив Елвис Коул и неговият загадъчен партньор Джо Пайк – разследват изчезването на съпруга и сина на Елън Ланг, а издирването им из холивудските филмови компании и квартали скоро ги отвежда дълбоко в отблъскващ подземен свят на наркотици, секс и убийства. Романът става бестселър на „Ню Йорк Таймс“ и прави Крейс известен. За него той е отличен с наградата „Антъни“ за най-добър криминален роман с меки корици и с международната награда „Макавити“ за най-добър първи роман. Избран е за един от 100-те любими трилъри на века от Независимата асоциация на търговците на трилъри.
През 2000 г. е издаден романът му „Ангели на разрушението“, чиято история проследява живота на сапьорите – хората, които ежедневно се сблъскват с човешкото безумие и често излизат от схватката с наранени души и тела. През 2001 г. излиза романът му „Заложникът“. В историята група дребни крадци вземат заложници в скъп квартал на Бристо Камино, опитвайки се да се измъкнат от полицията. Заложниците обаче не са такива, каквито изглеждат, и в случая се намесват шефът на полицията и най-опасният престъпен бос. „Заложникът“ е екранизиран в едноименния филм от 2005 г. с участието на Брус Уилис, Бен Фостър и Маршъл Олман.
За произведенията си Крейс получава редица награди. През 2006 г. е удостоен с литературната награда „Рос Макдоналд“, през 2010 г. с наградата за цялостно творчество на Асоциацията Private Eye Writers of America, а през 2014 г. е отличен с голямата награда за изключителен принос на името на Едгар Алън По (Edgar Allan Poe Grand Master Award) от Асоциацията на американските писатели на трилъри.
Произведенията му често попадат в списъците на бестселърите и са издадени в над 60 страни по света.
Робърт Крейс живее със семейството си в полите на планината Санта Моника край Лос Анджелис.

## Произведения

### Самостоятелни романи
- Demolition Angel (2000)[1][4]
Ангели на разрушението, изд. „Санома“ (2013), прев. Марин Загорчев
- Hostage (2001)[2]
Заложникът, изд. ИК „Хермес“, Пловдив (2004), прев. Огнян Алтънчев
- The Two Minute Rule (2006)
Две минути, изд. „Рийдърс дайджест“ (2009), прев. Емилия Л. Масларова

### Серия „Елвис Коул и Джо Пайк“ (Elvis Cole and Joe Pike)
1. The Monkey's Raincoat (1987) – награда „Антъни“, награда „Макавити“[1]
2. Stalking the Angel (1988)[2]
3. Lullaby Town (1992)
4. Free Fall (1993)
Свободно падане, изд. ИК „Хермес“, Пловдив (2001), прев. Надежда Розова
5. Voodoo River (1995)
6. Sunset Express (1996) – награда „Шамус“
Сънсет булевард, изд. „Одисей“ (1998), прев. Златка Михова
7. Indigo Slam (1997)
Последен удар, изд. „ Одисей“ (1998), прев. З. Михова
8. L. A. Requiem (1999) – награда „Дилис“
Реквием за едно ченге, изд. „Санома“ (2014), прев. Марин Загорчев
9. The Last Detective (2003)
Последното добро ченге, изд. ИК „ЕРА“, София (2003), прев. Марин Загорчев
10. The Forgotten Man (2005)
11. Chasing Darkness (2008)
12. The Watchman (2007) – награда „Бари“, награда „Гъмшо“
Ченгето се завръща, изд. ИК „ЕРА“, София (2007), прев. Марин Загорчев
13. The First Rule (2009)
14. The Sentry (2010)
15. Taken (2012) – награда „Шамус“
16. The Promise (2015)
17. The Wanted (2017)
18. A Dangerous Man (2019)
19. Racing the Light (2022)

### Серия „Скот Джеймс и Маги“ (Scott James and Maggie)
1. Suspect (2013)[1]
2. The Promise (2015)[2]

### Разкази
- With Crooked Hands (1977)
- The Dust of Evening (1977)
- Weigh Station (1982)[1]

### Екранизации и сценарии
- 1977 – 1978 Baretta – тв сериал, 3 епизода
- 1978 – 1979 Quincy M.E. – тв сериал, 11 епизода
- 1981 Riker – тв сериал, 1 епизод
- 1981 The Monkey Mission – тв филм
- 1981 Hill Street Blues – тв сериал, 3 епизода
- 1982 Cassie & Co. – тв сериал, 1 епизод
- 1982 – 1983 Cagney & Lacey – тв сериал, 11 епизода
- 1983 Родословно дърво, The Family Tree – тв сериал, 1 епизод
- 1983 The Mississippi – тв сериал, 1 епизод
- 1986 Зоната на здрача, The Twilight Zone – тв сериал, 1 епизод
- 1987 In Self Defense – тв филм
- 1988 The Equalizer – тв сериал, 2 епизода
- 1986 – 1988 Маями Вайс, Miami Vice – тв сериал, 3 епизода
- 1989 Men – тв сериал, 1 епизод
- 1989 Cross of Fire – тв филм
- 1992 L.A. Law – тв сериал, 1 епизод
- 1995 Earth 2 – тв сериал, 1 епизод
- 1995 Военна прокуратура, JAG – тв сериал, 1 епизод
- 1998 The Invisible Man – тв филм
- 2005 Заложник, Hostage